# Wikipédia en lojban
Wikipédia en lojban (en lojban : ni'o la .uikipedi'as. pe lo jbobau) est l’édition de Wikipédia en lojban, langue construite. L'édition est lancée en août 2004,. Son code est : jbo.
Au 21 mars 2025, l'édition en lojban contient 1 338 articles et compte 18 003 contributeurs, dont 22 contributeurs actifs et 1 administrateur.
Les autres éditions de Wikipédia en langue construite sont, par ordre de date de lancement : espéranto créée en 2001 (367 958 articles) ;  interlingua, créée en 2002 (29 862 articles) ; volapük (40 820 articles) ; ido (54 507 articles) ; interlingue (13 091 articles) ; novial, créée en 2006 (1 854 articles) ; lingua franca nova, créée en 2018 (4 459 articles) et kotava, créée en 2020 (29 892 articles).

## Statistiques
- Le 13 mars 2015, l'édition en lojban compte 1 196 articles et 7 467 utilisateurs enregistrés[3], ce qui en fait la 228e[4] édition linguistique de Wikipédia par le nombre d'articles et la 178e[5] par le nombre d'utilisateurs enregistrés, parmi les 287 éditions linguistiques actives.
- Le 13 octobre 2022, elle contient 1 304 articles et compte 15 173 contributeurs, dont 12 contributeurs actifs et 2 administrateurs.
- Le 18 septembre 2024, elle contient 1 334 articles et compte 17 481 contributeurs, dont 18 contributeurs actifs et 1 administrateur.